# Hausbesetzungen in Hamburg

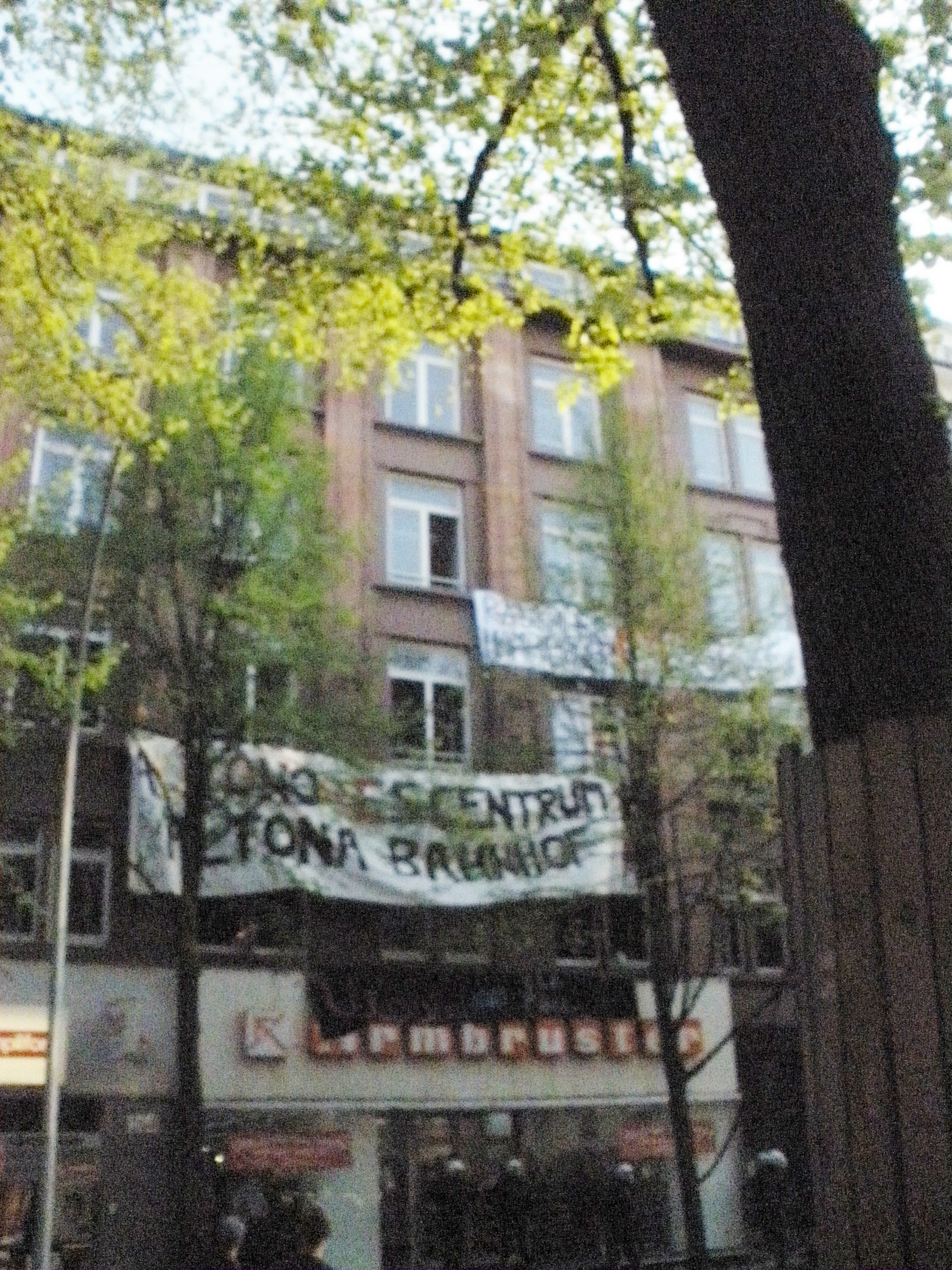
Besetzung des ehemaligen Finanzamts Altona am 23. April 2011

Hausbesetzungen in Hamburg finden seit Anfang der 1970er-Jahre in unterschiedlicher Form und aus verschiedenen Beweggründen statt. Wie in anderen Städten auch ist die Hauptmotivation der Erhalt von Gebäuden und bezahlbarem Wohnraum und die Errichtung von Gemeinschaftseinrichtungen, Kultur- und Stadtteilzentren. Besetzungen richten sich oft gegen die Stadtplanungs- und Sanierungspolitik der Stadt Hamburg, die in diesem Zusammenhang gerne, nach Alfred Lichtwark, als Freie und Abrissstadt bezeichnet wird,
teilweise aber auch direkt gegen Hauseigentümer, wenn gekündigte und von Räumung bedrohte Mieter die Häuser nicht verlassen.

## Entwicklung
Eine der ersten Besetzungen, die große öffentliche Aufmerksamkeit erregte, fand im April und Mai 1973 in Hohenfelde in der Ekhofstraße statt. Dort wollten etwa zweihundert zumeist junge Menschen in einem von Abbruch bedrohten Sanierungsgebiet ein leerstehendes Haus als Studenten-, Lehrlings- und Gastarbeiterwohnhaus sowohl zum Wohnen wie als Begegnungszentrum einrichten. Das Haus wurde nach fünf Wochen der Besetzung von einem Mobilen Einsatzkommando (MEK) der Hansestadt geräumt. Gegen die Hausbesetzer wurde anschließend ein umfangreiches juristisches Verfahren eingeleitet, das in drei Fällen zu Freiheitsstrafen von 12, 14 und 16 Monaten führte. Einige der Hausbesetzer (Susanne Albrecht, Wolfgang Beer, Karl-Heinz Dellwo, Bernd Rössner und drei weitere) schlossen sich später terroristischen Gruppen wie der Bewegung 2. Juni und der RAF an und waren an Terroranschlägen beteiligt, bei denen auch Menschen ermordet wurden.
Andere Besetzungen der 1970er-Jahre sind durch Mieterkämpfe entstanden. Die Bewohner des Hauses Haynstraße 1–3 in Eppendorf werden oft als die ältesten Hausbesetzer in Hamburg bezeichnet, sie schlossen sich bereits 1970 zusammen, um eine drohende Räumung zu verhindern. Dies gelang den fünfzig Mietern nur deshalb, weil sie sich trotz unterschiedlichster politischer Vorstellungen, die das gesamte linke Spektrum abdeckten, in einer Art rätedemokratischem Modell organisierten. Auf diese Weise gelang es der „Mieterinitiative Haynstraße“ schließlich 1975/1976, sich mit einem Gemeinschaftsmietvertrag derart abzusichern, dass jedem Kündigungsbegehren seitens der Eigentümer Paroli geboten werden konnte und weiterhin kann. Darüber hinaus wurde ein Ratgeber für Betroffene erarbeitet und 1976 im Selbstverlag publiziert, bevor das Werk in einem regulären Verlag herauskam und zu einem Bestseller wurde. Inzwischen hat sich allerdings ein Großteil der einstigen Mietkämpfer der Hausgemeinschaft Haynstraße längst in Eigentümer der dortigen Wohnungen verwandelt.
Zu einer Hochphase von Hausbesetzungen kam es in den 1980er-Jahren, die allerdings oft nur ein kurzes politisches Aufflackern darstellten. In den meisten Fällen stellten die Eigentümer, staatliche wie private, Strafanzeigen wegen Hausfriedensbruchs und die besetzten Häuser wurden umgehend geräumt. In dieser Zeit prägte der Hamburger Innensenator Alfons Pawelczyk eine sogenannte „24-Stunden-Doktrin“ (Pawelczyk-Doktrin): Um „Berliner Verhältnisse“ zu verhindern, sollte jedes besetzte Haus in Hamburg innerhalb von 24 Stunden geräumt werden. Über Hamburg hinaus bekannt wurden die Besetzungen der Hafenstraße ab 1981, die seit 1995 als Wohnprojekt legalisiert ist, und die Besetzung der Roten Flora als autonomes Stadtteilzentrum seit 1989.
Ab Ende der 1980er-Jahre gingen die Akteure der Hausbesetzerbewegung mehr und mehr dazu über, sich in oftmals öffentlich geförderten Wohnprojekten zu organisieren. Mit Hilfe der Unterstützung alternativer Sanierungsträger wie der Stattbau Stadtentwicklungsgesellschaft mbH oder der Lawaetz-Stiftung wurden über leerstehende Häuser von Wohngruppen Verhandlungen mit der Stadt geführt und nach zustandegekommenem Vertrag in teilweiser Eigenleistung saniert. Hausbesetzungen gingen in Hamburg daraufhin zurück.
Seit 2009 kommt es im Zuge der Debatte um die Gentrifizierung, vor dem Hintergrund einer Wohnungsnot durch das Fehlen preiswerten Wohnraums, bei gleichzeitig verstärkt auftretendem Wohnungsleerstand, erneut zu öffentlich beachteten Hausbesetzungen. Hervorgehobenes Beispiel hierfür ist die erfolgreiche Besetzung des Gängeviertels.

## Liste der Hausbesetzungen
Die folgende Liste der Hausbesetzungen in Hamburg zählt öffentlich bekannt gewordene Hausbesetzungen seit den 1970er-Jahren in der Stadt Hamburg wie in seinem direkten Umland in chronologischer Reihenfolge auf. Dabei handelt es sich um politische Aktionen mit verschiedenen Ausgangsbasen, unterschiedlichen Zielsetzungen, Zeiträumen, Bedeutungen und Wirkungen. Einbezogen sind sowohl sogenannte Instandbesetzungen leerstehender Häuser zum Erhalt von Wohnraum, zur Schaffung öffentlicher Räume oder zur Verhinderung stadtpolitischer Umstrukturierungsmaßnahmen, wie auch Mieterkämpfe, in deren Verlauf die Mieter gegen den Willen der Eigentümer ein Haus nicht räumten.
| Haus                                                      | Stadtteil / Ort                    | Datum                 | Anmerkung | Abbildung |
| --------------------------------------------------------- | ---------------------------------- | --------------------- | --- | --------- |
| Haynstraße 1–3, Hegestraße 41                             | Eppendorf                          | seit 1970             | Als Hochburg des Hamburger Mieterkampfes bezeichnet, Abriss verhindert, 1975 Gemeinschaftsmietvertrag durchgesetzt, wiederholte Räumungsklagen blieben erfolglos. |           |
| Karolinenviertel                                          | St. Pauli / Karoviertel            | Dezember 1970         | Studenten besetzen 25 leerstehende Wohnungen, wollen ein Stadtteilbüro sowie einen Kindergarten einrichten und erklären sich auch bereit, Miete zu bezahlen. Nach Strafanträgen räumt die Polizei die zwei besetzten Häuser. |           |
| Alte Posthalterei                                         | Ahrensburg                         | April 1971            | Versuchte Besetzung nach einem Konzert der Rockgruppe Ton Steine Scherben, für ein Jugendzentrum; das Haus wurde abgerissen, aber eine Alternative angeboten: die sogenannte Baracke. |           |
| Glashüttenstraße 96                                       | St. Pauli / Karoviertel            | Januar 1972           | Das Stadtteilbüro Karolinenviertel besetzt am 28. Januar 1972 das baufällige, zum Abriss vorgesehene Haus, das in städtischem Besitz ist, und fordert den Erhalt als Kindergarten und Räume für Jugendgruppen. Am 31. Januar 1972 wird das Haus ohne Zwischenfälle geräumt. |           |
| St.-Georgs-Kirchhof                                       | Hamburg-St. Georg                  | Dezember 1972         | Studenten besetzen das seit Monaten leerstehende, vom Abriss bedrohte ehemalige Siechenheim, um auf ihre Wohnungsnot aufmerksam zu machen und den Erhalt des Gebäudes als Studentenwohnheim zu fordern. Die Polizei schreitet zunächst nicht ein, das Gebäude wurde von der Stadt kurz zuvor an die Volksfürsorge verkauft. |           |
| Ekhofstraße 37/39                                         | Hohenfelde                         | April/Mai 1973        | Das leerstehende Haus wurde von etwa 200 Menschen fünf Wochen lang besetzt. Unter dem Motto „Kampf dem Mietwucher“ sollte ein Studenten-, Lehrlings- und Gastarbeiterwohnhaus entstehen. Zur Räumung am 23. Mai 1973 waren 500 Polizeibeamte eingesetzt. Das Haus wurde abgerissen |           |
| Schröderstift                                             | Rotherbaum                         | seit 1974             | Eine 1974 gegründete Mieterinitiative setzte sich ab 1980 gegen Räumungs- und Abrisspläne zur Wehr und nahm die Instandsetzung durch Selbsthilfe vor. 1981 wurden eine Überlassung durch langfristige Verträge geregelt. |           |
| Alte Holstenstraße 18                                     | Bergedorf-Lohbrügge                | 25. Januar 1980       | Besetzung eines zum Abriss vorgesehenen Hauses durch rund 30 Jugendliche, Forderung nach selbstverwaltetem Jugendzentrum, Verhandlungen mit Besitzer, der auf Anzeige verzichtet, freiwillige Beendigung der Besetzung am selben Abend und Abschluss mit Demonstrationszug von 300 Jugendlichen zum Bergedorfer Rathaus. |           |
| Hospitalstraße 6                                          | Altona-Altstadt                    | 27. September 1980    | Das Haus stand mehrere Jahre leer, nach der Besetzung wurde umgehend geräumt (Pawelczyk-Doktrin), das Haus am 29. September 1980 abgerissen. |           |
| Müggenkampstraße / Methfesselstraße                       | Eimsbüttel                         | 11. Oktober 1980      | Besetzung eines Abbruchhauses (ehemalige Diskothek) durch rund 40 Jugendliche aus Protest „gegen die Jugendfreizeitmisere“, Polizei hielt sich zurück. Freiwillige Räumung nach drei Stunden, Besitzer vernagelte anschließend Türen und Fenster. |           |
| Kampchaussee 73 / Brink-Schule                            | Bergedorf                          | 19./21. Dezember 1980 | Besetzung eines teilweise leerstehenden Fabrikgebäudes in der Kampchaussee durch Jugendliche des Jugendzentrums-Vereins Unser Haus, polizeiliche Räumung am 20. Dezember mit anschließender Demonstration von 200 Jugendlichen. Am 21. Dezember vorübergehende Besetzung der Brink-Schule durch 150 Jugendliche der Initiative und anschließende Demonstration. |           |
| Billrothstraße 55                                         | Altona-Altstadt                    | 1981                  | Besetzung und umgehende Räumung (Pawelczyk-Doktrin), das Haus wurde erhalten und saniert. |           |
| Virchowstraße 56                                          | Altona-Altstadt                    | 1981                  | Besetzung und umgehende Räumung (Pawelczyk-Doktrin), das Haus wurde abgerissen. |           |
| Kellinghusenstraße 10                                     | Eppendorf                          | 20./21. März 1981     | Besetzung eines leerstehenden Hauses aus einem 150-köpfigen Demonstrationszug heraus, Eigentümer: Heinz Ruppert. Polizei wartete bereits im Haus auf Besetzer, mehrere Festnahmen. Besetzung einer Straßenkreuzung durch 200 Personen aus Protest gegen Festnahmen. Am 21.3. erneute Demonstration von 200 Personen, darunter viele DKP-Anhänger; dabei Besetzung eines leerstehenden Hauses, polizeiliche Räumung nach 20 Minuten. |           |
| Virchowstraße 65                                          | Altona-Altstadt                    | 6. April 1981         | „Heimliche“ Besetzung leerstehender Wohnungen durch Wohnungssuchende, Protest gegen geplante Umwandlung in Eigentumswohnungen. Nach vier Tagen Aufhängen von Transparenten und Einladung zum „Tag der offenen Tür“. Bei Räumung durch Polizei und MEK werden keine Personen angetroffen. |           |
| Kloksweg                                                  | Eimsbüttel                         | 1981                  | Die Hinterhofterrasse sollte Anfang der 1980er-Jahre abgerissen werden, die Mieter widersetzten sich der Räumung, gründeten einen Verein und setzten durch, dass die Stadt die Häuser dem Eigentümer abkaufte und diese so erhalten blieben. |           |
| Amandastraße 73                                           | Eimsbüttel/Schanzenviertel         | 4. April 1981         | Besetzung eines zum Abriss vorgesehenen SAGA-Hauses. Besetzer werden u. a. von Bunter Liste und DKP unterstützt. Umgehende Räumung (Pawelczyk-Doktrin), Abdrängen der Unterstützer vor dem Haus mit Schlagstöcken, Stürmung über Leitern, anschließend Spontandemo von 300–400 Personen zum Sitz der SAGA, dabei Zerstörung von Fensterscheiben von Banken. Das Haus wurde erhalten und saniert. |           |
| Jenckelhaus (Max-Brauer-Allee/Holstenstraße)              | Altona-Altstadt                    | 14. April 1981        | Das Haus, das als Teil des ehem. Altonaer Krankenhauskomplexes u. a. die Fachschule für Sozialpädagogik beherbergte, sollte Neubauten weichen. Besetzung richtete sich gegen „diese Kahlschlagpolitik“, über 200 Studierende beschlossen „Begehung“, ca. 80 Personen blieben den Abend über. Solidarisierung durch Lehrerschaft, Schulleiter setzt sich für Verhandlungslösung ein, in Verhandlung wird ein Abrissaufschub von 4 Wochen erreicht. Räumung nach sieben Stunden.                                                                                     |           |
| Grüner Jäger                                              | St. Pauli                          | 9. Mai 1981           | Die Initiative Ein Haus für Alle besetzte ein Hinterhaus am Grünen Jäger und forderte ein Stadtteilzentrum. Das Haus wurde in der folgenden Nacht geräumt (Pawelczyk-Doktrin). Das Haus für Alle entstand später in der Amandastraße in Eimsbüttel. |           |
| Hafenstraße St.Pauli-Hafenstraße, Bernhard-Nocht-Straße   | St. Pauli                          | ab Oktober 1981       | Ab Oktober 1981 wurde der Häuserkomplex „schleichend besetzt“, am 23. Februar 1982 fand die erste offizielle Besetzung statt. Im November 1987 kam es nach gescheiterten Vertragsverhandlungen zu sogenannten „Barrikaden-Tagen“, die mit dem Dohnanyi-Ehrenwort und der Erneuerung der Verträge endeten. 1995 wurden die Häuser an die Genossenschaft Alternativen am Elbufer verkauft, anschließend saniert. Heute bestehen die Häuser als Wohnprojekt. |           |
| Bartelsstraße 58                                          | St. Pauli heute Sternschanze       | 1982                  | Besetzung und umgehende Räumung (Pawelczyk-Doktrin) der Hinterhofterrasse, Abriss im September 1984, heute Erweiterungsbau der Schule Altonaer Straße |           |
| Chrysanderstr. 142 und Sanderstr. 19a                     | Bergedorf                          | 3. April 1982         | Besetzung durch Jugendliche, Wohnungssuchende und Instandbesetzer, um die Zerstörung von Wohnraum in Hamburg zu kritisieren; Räumung durch MEK und erkennungsdienstliche Behandlung der Besetzer |           |
| ehemaligen Polizeiwache 93                                | Billstedt                          | 7. August 1982        | Die „Initiative für ein selbstverwaltetes Stadtteilzentrum Billstedt-Horn“, die sich seit ca. 1979 um Räumlichkeiten bemüht, besetzt nach einem Rockkonzert eine ehemalige Polizeiwache, dessen Mieter ein Galeristen war. Die Anzeige wegen Hausfriedensbruchs kam jedoch vom Bezirksamt Mitte als Hauseigentümer. Die Presse berichtet im Anschluss über eine Aktion der GAL, Abgeordnete der Liste, darunter Thomas Ebermann als „Rädelsführer“; angeklagt wurden 57 Personen, der Prozess endete mit einer Verwarnung für alle Angeklagten.                    |           |
| Pinnasberg 74–76 Heidritterstraße                         | St. Pauli                          | 1984                  | Ab 1984 wurde der Gebäudekomplex wiederholt besetzt und umgehend geräumt (Pawelczyk-Doktrin), 1986 fanden Vertragsverhandlungen mit einer Hausgruppe statt, wurden aber kurz vor Abschluss abgebrochen. Die Stadt wollte kein weiteres Wohnprojekt in der unmittelbaren Nähe der Hafenstraße dulden. Im August 1992 wurden die Häuser letztmals besetzt, anschließend abgerissen und durch eine Neubebauung ersetzt. |           |
| Jägerpassage Wohlwillstraße                               | St. Pauli                          | 1. Mai 1984           | Die Terrasse gilt als ältestes Zeugnis des sozialen Wohnungsbaus in Hamburg, ab 1977 Entmietung und geplanter Abriss: sowohl Denkmalschützer wie eine Hausgruppe setzten sich für den Erhalt ein. 1982 Abriss eines Teils der Nordterrasse, die Südterrasse wurde am 1. Mai 1984 erstmals besetzt (Verein Mieterselbstverwaltung Jägerpassage) und umgehend geräumt (Pawelczyk-Doktrin), weitere Besetzungen folgten. Ab 1988 Instandsetzung der Mittelterrasse, ab 1990 Instandsetzung der Südterrasse und Vertragsabschluss, heute besteht hier ein Wohnprojekt. |           |
| Feuerwache                                                | Billstedt                          | 1984                  | Besetzung von Künstlern, um ein Wohn- und Atelierhaus aufzubauen; die Stadt bot den Besetzern als Alternative das Vorwerkstift im Karolinenviertel an, das in Eigenleistung saniert und seit 1990 vom Freiraum e. V. als Künstlerhaus betrieben wird. |           |
| Chemnitzstraße 3–7                                        | Altona-Altstadt                    | 1985                  | Ab Mitte der 1970er-Jahre entmietet und zum Abriss vorgesehen, ab 1985 mehrfache Besetzungen, Einrichtung einer Brandwache (Café Feuerwache), 1986 Vertragsschluss mit der Stadt und anschließende Instandsetzung. Besteht seitdem als Wohnprojekt. |           |
| Wohlwillstraße 15                                         | St. Pauli                          | 1986                  | Verein „Wohnwerkstatt e. V.“, im Eigentum der Schiffszimmerergenossenschaft, 1986 kurzzeitige Besetzung und anschließende Räumung durch ein Frauenkollektiv; 1988 Verhandlungen über die Johann-Daniel-Lawaetz-Stiftung. Am 12. Januar 1989 wurde der Abbruch durch eine Einstweilige Verfügung gestoppt, einen Tag später das Haus unter Denkmalschutz gestellt. Ab Mitte Juli 1989 fand die Wiederherstellung statt, das Haus wurde nicht an das Frauenkollektiv gegeben.                                                                                        |           |
| Adolph-Passage – Bernstorffstraße 160/164                 | St. Pauli                          | 1986                  | Das Haus sollte von den Mietern geräumt und anschließend abgerissen werden. Die Mieter widersetzten sich der Räumung und konnten letztlich den Abriss verhindern |           |
| Große Freiheit 73/75                                      | St. Pauli                          | 1986                  | Mehrfache symbolische Besetzungen der ehemaligen Kirchengebäude der Altonaer Mennoniten, der Hauptinitiator zum Erhalt des Gebäudes war das Denkmalschutzamt; Instandsetzung ab Oktober 1988, seitdem Wohnprojekt. |           |
| Große Freiheit 84                                         | St. Pauli                          | 1987                  | Die Hofbebauung ist eine der letzten Budenreihen in St. Pauli und sollten abgerissen werden, nach einigen symbolischen Besetzungen wurden die Häuser als Selbsthilfeprojekt durch die Autonomen Jugendwerkstätten saniert. |           |
| Schanzenstraße 41a                                        | St. Pauli heute: Sternschanze      | 27. Juni 1987         | Der Hinterhofkomplex, im Eigentum eines Privatbesitzers, wurde im Juni 1987 erstmals besetzt und nach zwei Tagen geräumt. Die anschließende Wiederbesetzung wurde geduldet, im September 1987 konnten die Häuser durch die für diesen Zweck gegründete „Schanze e.G.“ gekauft werden. Anschließende Instandsetzung, seitdem Wohnprojekt |           |
| Bergiusstraße                                             | Ottensen                           | 1988                  | mehrfache Besetzungen des Hauses und umgehende Räumungen, das Haus wurde abgerissen, das Grundstück neu bebaut. |           |
| Laeiszstraße 18 / Marktstraße 95                          | St. Pauli / Karoviertel            | 1988                  | Ab September 1987 versuchte der Eigentümer Nikolai Rabels die Häuser zu entmieten, erlangte gerichtliche Räumungstitel gegen die Mieter und ließ eine Zwangsräumung unter Polizeiaufgebot vollstrecken. Ab Juni 1989 wurden die Häuser mehrfach besetzt und geräumt. Es kam zu einer Zerstörung der Bausubstanz durch Bauarbeiter sowie mehrfachen ungeklärten Bränden. 1996 wird das Haus Laeiszstraße abgerissen, das Haus Marktstraße saniert. |           |
| Greves Garten Mohnhof 20                                  | Bergedorf                          | Januar 1989           | Besetzung als Protest gegen den geplanten Abriss eines historischen Ensembles; das Haus wurde erhalten, saniert und von einem Wohnprojekt bezogen. |           |
| Kleiner Schäferkamp 46                                    | Eimsbüttel                         | Mai 1989              | Besetzung einer von Abriss bedrohten Hinterhofreihe; die Häuser wurden saniert und von einem Wohnprojekt bezogen. |           |
| Lobuschstraße 28                                          | Ottensen                           | 6. Juni 1989          | Eintägige Besetzung des Hauses Nummer 28 in der Lobuschstraße in Ottensen durch rund 30 Personen, um auf dessen Leerstand seit 1985 hinzuweisen, etwa 150 weitere demonstrierten auf der Straße. |           |
| Knickweg 8                                                | Winterhude                         | August 1989           | Es handelte sich um ein leerstehendes Haus aus städtischen Bestand der SAGA, die Besetzung wurde umgehend geräumt, das Haus später zu Wohnzwecken saniert. |           |
| Keplerstraße 12                                           | Ottensen                           | November 1989         | Besetzung und umgehende Räumung, das Haus wurde anschließend verkauft und zu Wohnzwecken saniert. |           |
| Winkelmann'scher Hof – Tangstedter Landstraße 509         | Langenhorn                         | November 1989         | Symbolische Besetzung; heute Wohnprojekt |           |
| Rote Flora Schulterblatt                                  | Altona-Altstadt heute Sternschanze | 1. November 1989      | Stadtteilzentrum, nach wie vor besetzt |           |
| Klausstraße 12/14                                         | Ottensen                           | Dezember 1989         | Das Haus wurde von einem Wohnprojekt bezogen und saniert. |           |
| Kampstraße 40                                             | St. Pauli heute Sternschanze       | 5. Februar 1990       | Das Haus wurde besetzt und umgehend geräumt, zwei Tage später, am 7. Februar 1990, wurde das Haus durch Brandstiftung zerstört. |           |
| Sternstraße 107                                           | St. Pauli heute Sternschanze       | 25. Februar 1990      | Besetzung und umgehende Räumung; das Haus wurde abgerissen, das Grundstück neu bebaut |           |
| Schanzenstraße 56–62 (Lauekomplex)                        | St. Pauli heute Sternschanze       | 17. März 1990         | Das Gründerzeithaus, bis 1990 im Eigentum der benachbarten Gewürzfabrik Hermann Laue, verfiel über Jahre und stand teilweise leer. Ab 1990 wurde es mehrfach besetzt, die letzte Besetzung fand vom 25. bis 27. Juli 1992 statt und wurde geräumt. Das Haus wurde 1997 aufwändig saniert und die Wohnungen mit zehnjähriger Mietpreisbindung vermietet. |           |
| Müggenkampstraße 15                                       | Eimsbüttel                         | März 1991             | Die Besetzung wurde umgehend geräumt, das Haus abgerissen, das Grundstück neu bebaut. |           |
| Carsten-Rehder-Straße 81–83                               | Altona-Altstadt                    | Mai 1991              | Umgehende Räumung, das Haus wurde abgerissen, das Grundstück neu bebaut. |           |
| Emilienstraße 31/33                                       | Eimsbüttel                         | Mai 1991              | Umgehende Räumung, das Haus wurde abgerissen, das Grundstück neu bebaut. |           |
| Stangestraße 10/12                                        | Ottensen                           | Mai 1991              | Umgehende Räumung, das Haus wurde für Wohnzwecke saniert. |           |
| Tegetthoffstraße 1                                        | Eimsbüttel                         | Juni 1991             | Umgehende Räumung, das Haus wurde abgerissen, das Grundstück neu bebaut. |           |
| Budapester Straße 8                                       | St. Pauli                          | 7. September 1991     | mehrfache Besetzungen bis 1995, anschließend wurde das Haus abgerissen, das Grundstück neu bebaut. |           |
| Ottersbekallee 10                                         | Eimsbüttel                         | 26. Juni 1993         | Bis 1991 diente das Haus als Flüchtlingsunterkunft, anschließend stand es leer. Die Besetzung war begleitet von öffentlichen Aktionen am Tag der Obdachlosen: „Sleep out auf dem Gerhart-Hauptmann-Platz - sleep in in der Ottersbekallee 10“. Das Haus wurde saniert und ist heute Studentenwohnheim. |           |
| Bierpalast Gustav-Mahler-Park / Dammtorstraße             | Neustadt                           | November 1993         | Besetzung zum Erhalt des historischen Gebäudes, das von 1978 bis 1989 der provisorische Unterbringung der Ballettschule diente; Räumung, Abriss und Neubebauung mit dem Großkino Cinemaxx |           |
| Kampstraße / Ecke Schanzenstraße                          | St. Pauli heute Sternschanze       | 1. Mai 1993           | Die Mieter, die dieses Haus räumen sollten, da der Abriss geplant war, versuchten sich mit einer Besetzung zu wehren. Das Haus wurde geräumt, abgerissen und das Grundstück neu bebaut. |           |
| Vereinsstraße 28                                          | Eimsbüttel                         | 1998                  | Mieter dieses Hauses aus dem städtischen Bestand sollten es wegen anstehender Sanierungsarbeiten räumen. Mit einer Besetzung erwirkten sie die Zusage, nach der Sanierung wieder einziehen zu können. |           |
| Gängeviertel Valentinskamp, Caffamacherreihe, Speckstraße | Neustadt                           | 24. August 2009       | Das Ensemble historischer Terrassenhäuser und Hinterhoffabriken, im Besitz einer Investmentfirma, sollte teilweise abgerissen werden. Es wurde von der Künstlergemeinschaft Komm in die Gänge besetzt und von der Stadt Hamburg zurückgekauft. Die Erhaltung ist angestrebt. |           |
| Erotic-Art-Museum Bernhard-Nocht-Straße                   | St. Pauli                          | 30. Mai 2010          | Das zum Abriss vorgesehene historische Gebäude wurde von Gentrifizierungsgegnern besetzt. Die Räumung erfolgte wenige Stunden später. |           |
| Juliusstraße 40 / Ecke Schulterblatt                      | Sternschanze                       | 16. Oktober 2010      | Das Gründerzeithaus, nach Kriegszerstörungen nur provisorisch hergerichtet, wurde ab 2006 umfassend saniert und teilweise im alten Stil wieder aufgebaut. Auch nach Abschluss der Sanierungen stand es weiterhin leer. Der private Eigentümer wurde wegen Zweckentfremdung von Wohnraum angezeigt. Im Oktober 2010 wurde es symbolisch besetzt und umgehend geräumt. |           |
| Finanzamt Altona / Kleine Bergstraße                      | Altona-Altstadt                    | 23. April 2011        | Das über mehrere Jahre leerstehende Gebäude des ehemaligen Finanzamtes wurde mit der Forderung nach einem Stadtteilzentrum besetzt und binnen weniger Stunden von der Polizei geräumt. |           |
| Horner Landstraße 369                                     | Horn                               | 3. November 2012      | Die seit mehreren Jahren leerstehende Villa wurde besetzt und durch einen massiven Polizeieinsatz geräumt. |           |
| Bleicherstraße 14                                         | St. Pauli                          | 10. November 2012     | Das alte Hufschmiedgebäude im Hinterhof wurde im Rahmen einer Mieterdemonstration und der 25-jährigen Jubiläums-Feier der sogenannten Barrikadentage 1987 besetzt und nach vier Stunden, unter zum Teil massiven Einsatz von Pfefferspray, von der Polizei geräumt. |           |
| Weidenallee 52                                            | Eimsbüttel                         | 1. April 2013         | Die Gründerzeitvilla sollte gegen den Willen der ehemaligen Mieter abgerissen werden und einem Neubau mit Tiefgarage weichen. Ostermontag wurde das leerstehende Gebäude für kurze Zeit besetzt, als die Polizei eintraf, hatten die Besetzer das Gebäude bereits verlassen. Im Sommer 2013 wurde das Haus abgerissen. |           |
| Breite Straße 114 und 116                                 | Altona                             | 11. Mai 2013          | Die beiden Gründerzeithäuser wurden besetzt und mit Redebeiträgen auf die Situation des seit drei Jahren bestehenden und vom Verein Mieter helfen Mietern angezeigten Leerstands hingewiesen. Nach wenigen Stunden wurde die Aktion durch die Polizei unter Anwendung von Gewalt beendet. |           |
| Marktstraße 137                                           | Karolinenviertel                   | 12. Mai 2013          | Das Haus wurde von vier Personen besetzt und noch am selben Nachmittag von der Polizei wieder geräumt. |           |
| Lilienstraße 8                                            | Nähe Hauptbahnhof                  | 28. September 2013    | Nachdem am Nachmittag eine große Demonstration für bezahlbaren Wohnraum für alle stattgefunden hatte, wurde das Haus am Abend besetzt. Binnen weniger Stunden räumte die Polizei das Gebäude wieder. |           |
| Laeiszstraße, ehemalige Grundschule                       | Karolinenviertel                   | 1. Mai 2014           | Im Verlauf einer Demonstration unter dem Motto „Recht auf Stadt kennt keine Grenzen“ wurde die leer stehende Schule besetzt und im Zusammenhang mit der Gruppe Lampedusa in Hamburg als Refugee Welcome Center ausgewiesen. Am Abend stellte die Polizei den im Gebäude Anwesenden ein Ultimatum und erreichte mit der Androhung der Räumung die Beendigung der Aktion. |           |
| Breite Straße 114 und 116                                 | Altona                             | 27. August 2014       | Im Rahmen der sogenannten Squatting-Days wurde das Gebäude erneut besetzt und nach wenigen Stunden polizeilich geräumt. |           |

## Andere Besetzungen
Eine alternative Wohnform mit politischer und sozialer Nähe zu der Hausbesetzerbewegung sind die Wagenplätze, in der Wohnsiedlungen zumeist aus mobilen Bauwagen geschaffen wurden. Diese entstanden oftmals auf Brachgeländen innerhalb der Stadt oder in unmittelbarer Nähe besetzter oder ehemals besetzter Häuser. Es gab zeitweise auch Wagenplätze, die sich als konkrete Initiativen in politischen Auseinandersetzungen verstanden; so besetzten ab 1979 mehrfach Bauwagenbewohner Plätze im ehemaligen Fischerdorf Altenwerder, das zu Hafenerweiterungszwecken entsiedelt wurde.
Obwohl das Wohnen in mobilen Heimen nach dem Hamburger Wohnwagengesetz grundsätzlich verboten ist, wurde und wird diese Wohnform teilweise geduldet. Zu einer öffentlich spektakulären Räumung kam es im November 2002, als der Wagenplatz Bambule im Karolinenviertel aufgelöst wurde.
Langzeitige Besetzungen als politische Protestform gingen auch in Hamburg über Hausbesetzungen hinaus. So waren wochenlange Kirchenbesetzungen Mittel von Atomkraftgegnern, um auf ihren Protest aufmerksam zu machen, oder auch Mittel der Schaffung von öffentlicher Aufmerksamkeit und Zuflucht für abschiebungsbedrohte Migranten. Platzbesetzungen richteten sich gegen Bauvorhaben, so zum Beispiel 1991 die Besetzung des Flora-Parks, mit der eine Randbebauung zugunsten eines Stadtteilparks verhindert werden sollte.

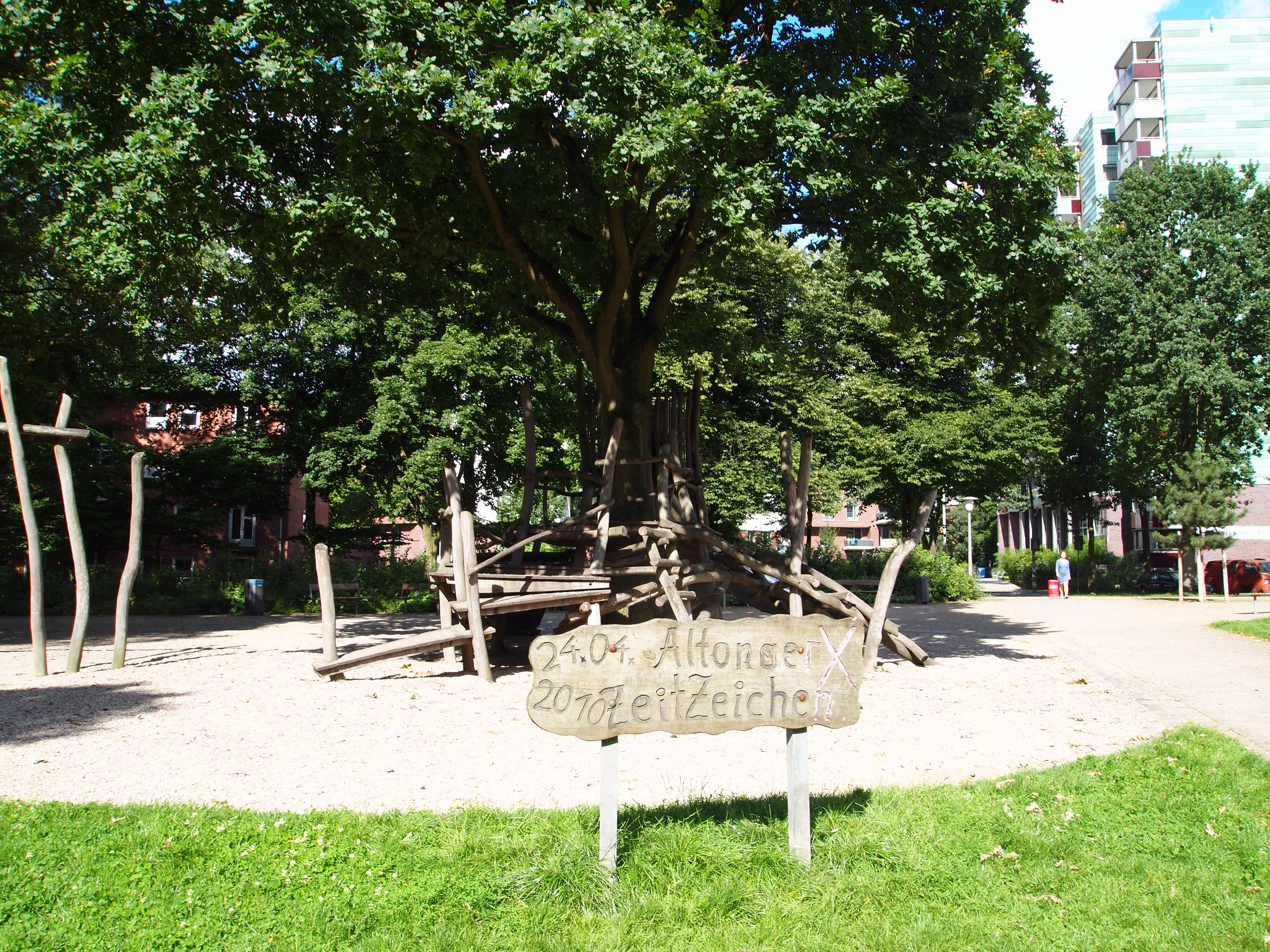
Altonaer Zeitzeichen vom 24. April 2010: Erinnerung an die erfolgreiche Baumbesetzung im Gählerpark

Im Winter 2009 / 2010 kam es im Gählerpark, heute Emil-Wendt-Park, in Altona-Altstadt zu einer Baumbesetzung. Eine Anwohnerinitiative, unterstützt von Robin Wood, errichtete mehrere Baumhäuser und bewohnte diese über drei Monate bzw. 105 Tage von Anfang Dezember 2009 bis zum März 2010. Sie protestierten damit erfolgreich gegen die von Vattenfall Europe geplanten Fällungen von rund 400 Bäumen für den Bau der sogenannten Moorburgtrasse, einer Fernwärmeleitung vom im Bau befindlichen Kohlekraftwerk Moorburg in die Stadt. Die Baumaßnahme wurde letztlich durch ein Urteil des Oberverwaltungsgerichtes gestoppt.
Am 25. Oktober 2013 wurde im Zuge der Lampedusa-in-Hamburg-Proteste ein eingerüsteter Schornstein in der Bleicherstraße 14 besetzt. Die Besetzer rollten Transparente mit der Aufschrift Kein Mensch ist illegal aus und machten in einem Redebeitrag auf die Situation der Flüchtlinge aufmerksam. Die Besetzung dauerte zwei Tage und wurde am 27. Oktober 2013 von den Besetzern selbst beendet.